# Chapitre de Poussay
Le chapitre de Poussay, comme nombre de chapitres de dames nobles, a d'abord été une abbaye bénédictine de femmes.

## Histoire

### L'abbaye bénédictine
Berthold, évêque de Toul de 996 à 1019, décida en 1018 d’implanter à Poussay un monastère de religieuses bénédictines. C'était la quatrième fondation de ce genre en Lorraine, après Remiremont, Épinal et Bouxières-aux-Dames.
Hermann, son successeur, poursuivit les travaux de construction puis, à la mort de ce dernier en 1026, ce fut Bruno de Dagsbourg, le futur Léon IX. Le 15 mai 1026, il consacra l'abbaye, après y avoir transféré les restes de sainte Menne, sainte qui avait vécu en ermite entre les villages de Puzieux et de Poussay au IVe siècle.

### Le chapitre noble
Issues de la noblesse locale, les moniales firent évoluer le statut de leur communauté et prirent le titre de chanoinesses, rassemblées dans ce qui s'appela dès lors le chapitre de Poussay.   
Il existait une sorte de rivalité entre les chapitres de chanoinesses lorrains, et l'on disait en plaisantant: « Dames de Remiremont, femmes de chambres d’Épinal, servantes de Poussay ». Pour y entrer, il fallait pourtant justifier de seize quartiers de noblesse. L’abbesse, proposée par la communauté, était investie par le Pape, et ses biens s’étendaient sur une quinzaine de villages.
Les chanoinesses menaient une vie noble de dames ; certaines ne prononçaient pas de vœux, et ne respectaient pas la clôture. L'une d'elles, Isabelle de Ludres (1647-1726), sut même ménager l'opportunité d'être un temps la maîtresse de Louis XIV. Elle vécut à la cour, mais en fut chassée par Madame de Montespan.
Les bâtiments abbatiaux ont été détruits pendant la Révolution française.

## L'évangéliaire de Poussay

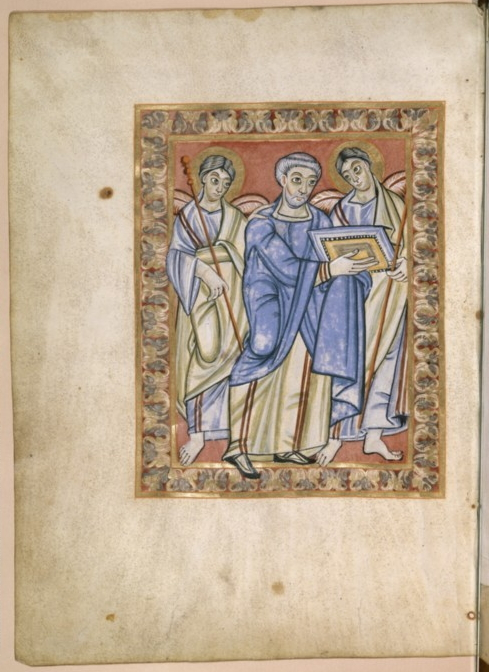
Évangéliaire de Poussay.

L'église possédait plusieurs objets précieux, dont un évangéliaire copié et enluminé à Reichenau vers 990, offert par l'évêque fondateur et enrichi depuis par le pape Léon IX, qui offrit une plaque en ivoire byzantine représentant une Vierge à l'enfant, dite Hodigitria.
Cet ivoire est encadré de plaques d'or portant quatre figures travaillées au repoussé : Christ trônant, saints Pierre et André, et sainte Menne, ainsi que de quatre plaques rehaussées d'émaux, perles fines, gemmes : améthyste, émeraudes, jaspes, hématites.
Au dos, la reliure est constituée d'une plaque d'argent gravée. La figure du Christ illustre le psaume « sur le fauve et la vipère tu marcheras, tu fouleras le lionceau et le dragon ». L'évangéliaire est tenu fermé par deux fermoirs d'argent doré à motifs zoomorphes.
Lorsque les biens du chapitre furent nationalisés en 1793, l'évangéliaire fut déposé à la bibliothèque de Mirecourt, puis transféré à la Bibliothèque nationale en 1842.
Il est représenté dans un livre édité par la BN, intitulé  Reliures précieuses.
En 2005, il a été présenté au public au musée du Louvre lors d'une exposition consacrée à L'Art au Moyen Âge.

## Le chapitre de Poussay et la Congrégation Notre-Dame
Deux dames chanoinesses, Mesdames Catherine de Fresnel et Judith d’Aspremont, favorisèrent l'installation et l'essor des écoles fondées par la Bienheureuse Alix Le Clerc, dont la congrégation s'implanta ensuite à Mattaincourt sous l'active protection de saint Pierre Fourier.

## Liste des abbesses[3]
- XIe siècle (1043?-?) - Berenna, première abbesse. Elle est contemporaine de Saint Menne.
- 1185-1206 - Béatrix ou Béatrice. Elle vivait en 1185.
- 1206-1219 - Berthe.
- 1251-1308 - Aude.
- 1308-13?? - Jeanne dite Sybille.
- 1344-13?? - Jeanne de Bauffremont
- 13??-1400 - Jeannette de Mandre.
- 1400-14?? - Isabelle de Mirecourt (morte après 1413).
- 14??-1455 - Marie de Germiny
- 1455-1525 - Yolande de Germiny (elle se démet en faveur de Claude de Ligniville et meurt en 1527).
- 1525-1529 - Claude de Ligniville, fille de Claude de Ligniville, bailli des Vosges et de Marguerite Wisse de Gerbéviller.
- 1529-1538 - Philippa de Ligniville, fille de Jean de Ligniville et de Jeanne d'Oiselet.
- 1538-1576 - Anne de Barbay, fille de Guyot de Barbay et d'Anne de Frenelle.
- 1576-1584 - Claude d'Anglure, nommée par le cardinal de Vaudémont[Quoi ?], évêque de Toul et maintenue par le duc de Lorraine, Charles III.
- 1584-1586 - Françoise du Châtelet.
- 1586-1625 - Edmonde d'Amoncourt.
- 1625-1638 - Catherine de Damas.
- 1638-1690 - Anne-Perette de Damas.
- 1690-1694 - Anne-Cunégonde de Montmorency-Luxembourg.
- 1695-1729 - Marie-Elisabeth de Gramont, fille de Philibert, comte de Gramont et vicomte d'Aster, et de Lady Elizabeth Hamilton.
- 1729-1734 - Charlotte de Beauvau-Craon, fille de Marc de Beauvau-Craon.
- 1735-1743 - Thérèse-Eléonore de Chauvirey.
- 1743-1748 - Anne-Claude de Jouffroy de Novillard.
- 1748-1763 - Hélène de Custine.
- 1763-1787 - Marie-Louise de Beauvau-Bassompierre.
- 1787-1790 - Anne-Catherine-Honorée de Choiseul-Beaupré.